# شورای اسلامی شهر تبریز
شورای اسلامی شهر تبریز نهادی است که بر امور مربوط به شهرداری تبریز نظارت می‌کند.

## دوره ششم
این دوره از انتخابات همزمان با سیزدهمین دوره انتخابات ریاست جمهوری در تاریخ ۲۸ خرداد ۱۴۰۰ برگزار شد.در این دوره که صلاحیت ۴۶۳ کاندیدا مورد تایید قرار گرفته بود  تعداد اعضای اصلی شورا با ۱۳ نفر بدون تغییر نسبت به دوره پنجم باقی ماند ولی  تعداد اعضای علی البدل به ۲ نفر تقلیل یافت. میزان مشارکت در این دوره حدود ۳۰ درصد  و در نهایت اکثریت لیست ائتلاف نیروهای انقلاب تبریز  موفق به کسب کرسی های این شورا شدند. در روز یازدهم تیر ۱۴۰۰ فرماندار تبریز با اشاره به بازشماری تمام آرای صندوق های دستی اعلام کرد طبق این بازشماری جایگاه نفرات سیزدهم (اسماعیل چمنی) و چهاردهم (یاسین بجانی) عوض شده و آقای بجانی به عنوان منتخب سیزدهم وارد شورا شده اند و هیئت نظارت بر انتخابات شورای شهر تبریز صحت این انتخابات را طبق صورتجلسه ای تایید کرده است.
| رتبه | نام و نام خانوادگی | میزان آراء کسب شده |
| ---- | ------------------ | ------------------ |
| ۱    | حکمیه غفوری        | ۴۰ هزار و ۶۵۹ رای  |
| ۲    | محمدحسن اسوتچی     | ۳۳ هزار و ۳۸۵ رای  |
| ۳    | روح‌الله رشیدی      | ۳۱ هزار و ۶۹۲ رای  |
| ۴    | رسول برگی          | ۲۸ هزار و ۴۶۸ رای  |
| ۵    | غلامرضا احمدی      | ۲۳ هزار و ۱۳۶ رای  |
| ۶    | اسماعیل چمنی       | ۱۸ هزار و ۶۷ رای   |
| ۷    | پرویز هادی         | ۲۱ هزار و ۳۵ رای   |
| ۸    | علی راستی          | ۱۷ هزار و ۳۰۸ رای  |
| ۹    | روح‌الله دهقان‌نژاد  | ۲۰ هزار و ۲۰۳ رای  |
| ۱۰   | سید کاظم زعفرانچی  | ۱۹ هزار و ۶۳۸ رای  |
| ۱۱   | علیرضا نوای باغبان | ۱۹ هزار و ۳۶۳ رای  |
| ۱۲   | احد صادقی          | ۱۹ هزار و ۱۳۷ رای  |
| ۱۳   | یاسین بجانی        | ۱۸ هزار و ۲۰۲ رای  |

### بازداشت
در این دوره نیز در راستای ادامه رسیدگی به پرونده فساد و تخلفات در مدیریت شهری تبریز یکی از اعضای شورای شهر تبریز در ۱۸ اردیبهشت ۱۴۰۴ بازداشت شد. 

### استعفای پرویز هادی
در این دوره پرویز هادی به دلیل فشارهای اعضا برای توقف فعالیت های فرهنگی و خدمت رسانی در استان های محروم از سمت خود استعفا داد. 

## دوره پنجم
در این دوره نسبت به دوره چهارم هشت نفر کاهش یافته و ۱۳ نفر به عنوان اعضای اصلی و ۸ نفر علی‌البدل انتخاب شدند؛ و در این دوره لیست حامیان دولت (اصلاح‌طلبان) از ۱۳ کرسی ۸ کرسی اصلی و ۴ کرسی علی‌البدل را بدست آوردند.
| رتبه | نام و نام خانوادگی                 |
| ---- | ---------------------------------- |
| ۱    | شهرام دبیری اسکویی                 |
| ۲    | شکور اکبرنژاد (لیست امید)          |
| ۳    | فریدون بابایی اقدم                 |
| ۴    | محرم محمدزاده قره بلاغ             |
| ۵    | سعید دباغ نیکوخصلت (لیست امید)     |
| ۶    | عبدالله تقی پور حلاجان (لیست امید) |
| ۷    | فرج محمدقلیزاده (لیست امید)        |
| ۸    | سونیا اندیش (لیست امید)            |
| ۹    | محمدباقر بهشتی (لیست امید)         |
| ۱۰   | کریم صادق زاده تبریزی (لیست امید)  |
| ۱۱   | علی آجودان زاده                    |
| ۱۲   | غلامحسین مسعودی ریحان (لیست امید)  |
| ۱۳   | محمد اشرف نیا                      |

| اعضای علی البدل | اعضای علی البدل                  |
| رتبه            | نام و نام خانوادگی               |
| --------------- | -------------------------------- |
| ۱۴              | ایرج شهین باهر                   |
| ۱۵              | محمدحسن اسوتچی                   |
| ۱۶              | اسماعیل چمنی                     |
| ۱۷              | نصرت‌الله شاهدی (لیست امید)       |
| ۱۸              | محمدحسین جعفری                   |
| ۱۹              | زین الدین هریسی نژاد (لیست امید) |
| ۲۰              | محمدرضا خداوردی زاده (لیست امید) |
| ۲۱              | موسی اشرفی (لیست امید)           |

## چهارمین دوره
در این دوره ۲۱ منتخب عضو اصلی و هشت نفر علی‌البدل انتخاب شدند؛ که نسبت به دوره سوم ۱۰ نفر به اعضای اصلی اضافه شد.
| رتبه | نام و نام خانوادگی    | میزان آراء کسب شده |
| ---- | --------------------- | ------------------ |
| ۱    | شهرام دبیری اسکویی    | ۱۰۵ هزار و ۱۵۷     |
| ۲    | احتشام حاجی پور       | ۵۲ هزارو ۷۵۰       |
| ۳    | اسماعیل چمنی          | ۵۱ هزار و ۲۳۹      |
| ۴    | بهروز خاماچی          | ۴۶ هزار و ۷۸۴      |
| ۵    | المیرا خاماچی         | ۳۳ هزار و ۴۰۳      |
| ۶    | اکرم حضرتی            | ۳۳ هزار و ۴۰۳      |
| ۷    | اصغر عابدزاده         | ۳۱ هزار و ۸۱۴      |
| ۸    | جواد ششگلانی          | ۳۱ هزار و ۴۸۴      |
| ۹    | سعید محدث             | ۳۰ هزار و ۸۶۸      |
| ۱۰   | حبیب شیری آذر         | ۳۰ هزار و ۱۲۹      |
| ۱۱   | علی شیاری             | ۲۶ هزار و ۴۳۹      |
| ۱۲   | محمدحسین جعفری        | ۲۶ هزار و ۲۲۴      |
| ۱۳   | علیرضا نوای باغبان    | ۲۵ هزار و ۶۲۲      |
| ۱۴   | محمدحسن اسوتچی        | ۲۴ هزار و ۴۰۸      |
| ۱۵   | جعفر مدبر             | ۲۳ هزار و ۶۳۸      |
| ۱۶   | داود امیرحقیان        | ۲۳ هزار و ۶۱۸      |
| ۱۷   | ایران آهور            | ۲۲ هزار و ۷۲۲      |
| ۱۸   | رسول درس‌خوان          | ۲۲ هزار و ۸۵       |
| ۱۹   | ایرج شهین باهر        | ۲۱ هزار و ۱۱۵      |
| ۲۰   | سعید حاجی زاده بخشایش | ۲۰ هزار و ۲۷۸      |
| ۲۱   | فریدون بابایی اقدم    | ۲۰ هزار و ۱۳۹      |

اسامی اعضای علی‌البدل شورای اسلامی شهر تبریز در چهارمین دوره به ترتیب زیر است
محمدباقر لطفی با۱۹ هزار و ۱۳۹ رای، سید حسن شکوری با۱۸ هزار و ۹۳۸ رای، علاءالدین نورمحمد زاده با ۱۷ هزار و ۵۰۸ رای، عزیز زاهدی با ۱۷ هزار و ۱۴۳ رای، علی فخرآذر با ۱۶ هزار و ۹۶۲ رای،
رشید صالح‌پور با ۱۶ هزار و ۲۱۶ رای، اسماعیل سلیمی با ۱۶ هزار و ۱۶۸ رای و مسعود برزگر جلالی با ۱۵ هزار و ۷۶۳ رای.

### بازداشت
در روز بیستم اسفند ۱۳۹۴ خبر دستگیری یکی از اعضای شورای اسلامی شهر تبریز توسط سخنگوی شورا تأیید شد. المیرا خاماچی با تبانی و نفوذ خود در ارگان مربوطه اقدام به پاپوش دوختن برای نمایندگان واقعی تبریز کرد دلیل دستگیری وی دریافت رشوه‌های کلان و تبانی می‌باشد. روز ۱۵ فروردین ۱۳۹۵ یکی از مقامات قضایی استان آذربایجان شرقی خبر از دستگیری دومین نماینده متخلف شورای اسلامی شهر تبریز داد. بدین ترتیب در درازی کمتر از یک ماه سه تن از اعضای شورای اسلامی به جرم رشوه‌گیری و زد و بند مالی دستگیر شده‌اند. چرا که در روز ۱۷ فروردین ۹۵ نیز سومین عضو شورای شهر تبریز به دلیل اتهامات مالی دستگیر و روانه زندان شد
اولین جلسه شورای شهر تبریز پس از یک ماه تأخیر زیر سایه سنگین بازداشت‌های اخیر و در فضایی متفاوت برگزار شد.
المیرا خاماچی، اکرم حضرتی و حبیب شیری آذر سه نفر از اعضای اصلی شورا در این جلسه غایب بودند.

## سومین دوره
شورای اسلامی شهر تبریز در سومین دوره دارای ۱۱ عضو اصلی و ۵ عضو علی‌البدل بود.
۱- شهرام دبیری اسکویی ۶۳ هزار و ۳۴۲ رأی ۲- بهروز خاماچی ۳۹ هزار و ۸۰۳ رأی ۳- علاء الدین نور محمدزاده هشترودی ۲۹ هزار و ۳۴۰ رأی ۴- جواد ششگلانی ۲۶ هزار و ۸۴۴ رأی ۵- حبیب شیری آذر ۲۵ هزار و ۴۷۴ رأی ۶- حسن اسوتچی ۲۵ هزار و ۱۰۶ رأی ۷- رسول درس خوان ۲۴ هزار و ۸۷۱ رأی ۸- جعفر مدبر خاک نژاد ۲۴ هزار و ۵۰۴ رأی ۹- حجت‌الاسلام سیدصالح هاشمی ۲۴ هزار و ۲۴ رأی ۱۰- اصغر عابدزاده ۲۰ هزار و ۲۲۵ رأی ۱۱- حسن شکوری بیلان کوه با ۱۹ هزار و ۸۱۸ رأی به شورای شهر رفتند. کل آرای ماخوذه در انتخابات شورای شهر تبریز ۳۸۳ هزار و ۷۴۰ نفر اعلام شده‌است.
اعضای علی‌البدل سومین دوره شورای اسلامی شهر تبریز
یعقوب انتظار قراملکی، رسول جوانعلی آذر، لیندا گرامی آذر، علیرضا منادی، نقی یاری کجاباد

## دومین دوره
در این دوره مانند دوره اول ۱۱ نفر انتخاب شدند.
شکور اکبرنژاد، لواسانی، احباب، هاشمی، نورمحمد زاده، شکوری، نازیلاآصفی (۷ نفر از ترکیب قبلی شورا) و حسین‌زاده دلیر، چمنی، حاجی پور(انتخاب شهردار و به جای او خاماچی وارد شد) و لیندا گرامی آذر
شورای دوم عنوان پرحرف و حدیث‌ترین شورای ایران را به خود اختصاص داد.

## اولین دوره
در اولین دوره ۱۱ نفر انتخاب شدند که بین این ۱۱ نفر دو زن نیز انتخاب شده بود.
لواسانی، احباب، شکوراکبرنژاد، پورشریفی، آذرنژاد، شکوری، نورمحمدزاده، هاشمی، انتظار قراملکی و خانم‌ها: ایران آهور (استعفا برای کاندیدا شدن در مجلس ششم) و نازیلا آصفی